# Annemarie Părău
Annemarie Părău, po mężu Gödri (ur. 8 marca 1984 w Timișoarze) – rumuńska koszykarka występująca na pozycjach rozgrywającej lub rzucającej, reprezentantka kraju, od 2024 zawodniczka CS Rapid Bukareszt.

## Osiągnięcia
Stan na 15 maja 2025, na podstawie, o ile nie zaznaczono inaczej.

### Drużynowe
- Mistrzyni:
  - Rumunii (2010, 2016–2019, 2021–2024)[3][4][5][6][7][8][9]
  - Belgii (2007)
- Wicemistrzyni:
  - Izraela (2009)
  - Rumunii (2012, 2015)[10]
- Zdobywczyni pucharu:
  - Rumunii (2010, 2015, 2016, 2018–2024)[10][3][5][6][11][7][8][9]
  - Belgii (2007)
- Finalistka Pucharu Rumunii (2011)
- Uczestniczka międzynarodowych rozgrywek:
  - Euroligi (2006/2007)
  - Eurocup (2008–2010, 2012/2013, 2017/2018)

### Indywidualne
(* – nagrody przyznane przez portal eurobasket.com)
- MVP finałów ligi rumuńskiej (2016)*[3]
- Najlepsza zawodniczka*:
  - krajowa ligi rumuńskiej (2016, 2018, 2019)[3][5][6]
  - występująca na pozycji obronnej ligi rumuńskiej (2019)[6]
- Zaliczona do*:
  - I składu:
    - ligi rumuńskiej (2018, 2019)[5]
    - zawodniczek krajowych ligi rumuńskiej (2013, 2015, 2016, 2017, 2018, 2019, 2020)[12][10][3][4][5][6][11]

  - II składu ligi rumuńskiej (2016)[3]
  - honorable mention ligi rumuńskiej (2020, 2021, 2024)[11][7][9]
- Uczestniczka meczu gwiazd ligi rumuńskiej (2015, 2016, 2017)[10][3][4]
- Liderka w asystach ligi rumuńskiej (2015 – 5,2, 2019 – 6,2, 2020 – 5,8, 2021 – 5,6)[10][6][11][7]

### Reprezentacja
Seniorska
- Uczestniczka:
  - mistrzostw Europy (2001 – 12. miejsce, 2005 – 12. miejsce, 2007 – 13. miejsce, 2015 – 19. miejsce)
  - kwalifikacji do Eurobasketu (2003, 2005, 2007, 2009, 2011, 2013, 2017)

Młodzieżowe
- Uczestniczka:
  - mistrzostw Europy:
    - U–18 (2002 – 12. miejsce)
    - U–16 (1999 – 12. miejsce)

  - kwalifikacji do Eurobasketu:
    - U–20 (2002)
    - U–18 (2002)